# Nils Ludvig Arppe
Pour les autres membres de la famille, voir Famille Arppe.
Nils Ludvig Arppe, (né le 19 décembre 1803 à Suoparsaari, Kitee et mort le 9 décembre 1861 à Värtsilä), est un industriel finlandais,.